# Алсабеков, Мухаммед-Хусейн Усманович
Мухаммад-Хусейн-Хаджи Усманович (Мухаммад-Хусайн кажы Усманулы) Алсабеков (каз. Мухаммад-Хусайн қажы Усманұлы Алсабеков; род. 27 октября 1958, Балхаш, Карагандинская область) — казахстанский и российский чеченский религиозный деятель, имам Центральной мечети Алма-Аты, наиб-муфтий Казахстана (1990—1991), глава Исламского центра Чеченской Республики (1992—1993) и муфтий Чечни (1994).

## Биография
Родился 27 октября 1958 года в Балхаше, Карагандинская область, Казахская ССР. По национальности чеченец. Окончил среднюю школу в Алма-Ате. В 1970—1980 годах обучался исламу в Центральной Азии.
В 1987 году окончил Казахский сельскохозяйственный институт по специальности «агроном». В 1990 году окончил Исламский университет в Сирии. В 1999 году окончил Международный исламский университет в Пакистане по специальности «богослов».
С 1985 или 1987 года работал имамом Центральной мечети Алма-Аты, в 1988—1989 — наиб-имамом. С 1989 года являлся председателем Совета старейшин Культурного центра «Вайнах». В 1990—1991 годах являлся первым заместителем председателя (наиб-муфтием) Духовного управления мусульман Казахстана (ДУМК), а также членом президиума ДУМК и Совета алимов ДУМК. В 1990—1992 годах являлся ректором Казахского исламского университета. В 1991—1992 годах входил в Консультативный экспертный совет Отдела по связям с религиозными организациями Аппарата президента Казахстана и Кабинета министров Казахстана и в Совет правления Общества милосердия. Также являлся членом Международного комитета «Алматы-Хельсинки-Париж» по спасению Аральского моря.
В 1991 году, после провозглашения Чеченской Республики Ичкерия (ЧРИ), стал советником президента ЧРИ Джохара Дудаева. Разделял идеология и практику кадирийского тариката, подчёркивал поддержку независимости ЧРИ, в том числе обосновывая её изречениями из Корана и сунны. В 1992 году на фоне конфликта между Дудаевым и оппозиционными ему силами в ЧРИ был создан Исламский центр Чеченской Республики — религиозная структура, альтернативная Духовному управлению мусульман Чеченской Республики (ДУМ ЧР) и лояльная Дудаеву, которую возглавил Алсабеков. С сентября 1992 года являлся первым заместителем председателя Высшего религиозного совета народов Кавказа. В январе 1993 года Исламский центр Чеченской Республики был преобразован в Духовный центр мусульман Чеченской Республики (ДЦМ ЧР), а его руководителем стал Махмуд Гаркаев (Мадин Махмуд).
В начале 1994 года Алсабеков стал председателем (муфтием) ДУМ ЧР. В том же году после начала первой чеченской войны под давлением Дудаева он объявил газават против России. После этого он по собственному желанию ушёл с должности муфтия и уехал в подконтрольное федеральным войскам село Знаменское, где отказался от фетвы с объявлением газавата.
С 2000 года вновь работал в муфтияте Казахстана, являлся наиб-муфтием, заведующим отделом шариата, фетвы и по делам религии. С 2000 года является ректором Исламского института повышения квалификации имамов Казахстана.
Владеет арабским, ингушским, казахским, русским, турецким и чеченским языками.